# Tal Burstein
Pour les articles homonymes, voir Burstein.
Tal Burstein, né le 19 février 1980 à Petah Tikva, est un joueur israélien de basket-ball. Pendant sa carrière, il évolue au poste d'arrière.

## Club
- 1997-2000 :  Bnei Hertzliya
- 2000-2009 :  Maccabi Tel-Aviv
- 2009-2010 :  Fuenlabrada
- 2010-2012:  Maccabi Tel-Aviv

## Palmarès

### Club
compétitions internationales 
- Vainqueur de l'Euroligue 2004, 2005
- Vainqueur de le Suproligue 2001

 compétitions nationales 
- Champion d'Israël 2001, 2002, 2003, 2004, 2005, 2006, 2007, 2009
- Vainqueur de la Coupe d'Israël 2001, 2002, 2003, 2004, 2005, 2006

### Sélection nationale

#### Championnat d'Europe de basket-ball
- Championnats d'Europe 2005, Serbie-et-Monténégro
  - éliminé en barrage
- Championnats d'Europe 2003, Suède
  - 7e

#### Autres
- Médaille d'argent du Championnat d'Europe des moins de 20 ans 2000